# Trouble In Heaven
『Trouble In Heaven』（トラブル・イン・ヘブン）は宇都宮隆が1992年11月21日にリリースしたソロデビューシングル。

## 内容
- TMNの「EXPOツアー」終了後の活動休止時期にリリースし、宇都宮隆のソロとしてのデビューシングルである。名義は本作から3rdシングル「Angel」まで「T.UTU」であるが、背見出しは「宇都宮隆」表記である。

## 解説
- 作曲は後に「BOYO-BOZO」のメンバーとなる石井妥師である。この当時は本名の「石井恭史」の表記であった。
- 編曲はレベッカの元リーダーである 土橋安騎夫。後に宇都宮のソロ・プロジェクト「T.UTU with The Band」にバンドマスターとして参加している。
- この曲ではTMNを経験した葛城哲哉がギター、TM NETWORK初期からサポートを務めたFENCE OF DEFENSEの山田亘がドラムを担当している。
- C/Wの編曲はTHE ALFEEなどのサウンドプロデューサーで知られる武部聡志。

## 収録曲
| #         | タイトル                 | 作詞       | 作曲      | 編曲       | 時間 |
| --------- | ------------------------ | ---------- | --------- | ---------- | ---- |
| 1.        | 「Trouble In Heaven」    | 小室みつ子 | 石井恭史  | 土橋安騎夫 | 5:01 |
| 2.        | 「Midnight Calling You」 | 三浦徳子   | 石井恭史  | 武部聡志   | 4:31 |
| 合計時間: | 合計時間:                | 合計時間:  | 合計時間: | 合計時間:  | 9:32 |

## 収録アルバム
- BUTTERFLY（#1、ただしアルバムバージョン）
- TAKASHI UTSUNOMIYA ORIGINAL SINGLES 1992-2003 (#1,#2)
- T.UTU with BAND all Songs Collection (#1、ただしアルバムバージョン,#2)
- U30 Contract TAKASHI UTSUNOMIYA ANTHOLOGY 1992-2023 (#1、U Mix)